# Johan Fredrik Johansson
Johan Fredrik Johansson, född 26 augusti 1810 i Eksjö, död 4 mars 1871 i Vallerstads socken, var en svensk klassisk filolog, översättare, präst och skolman.

## Biografi
Johan Fredrik Johansson föddes 26 augusti 1810 på Skinnaryd i Eksjö. Han var son till hemmansbrukaren och mjölnaren Johannes Hansson och Märta Johansdotter. Johansson studerade i Eksjö och Linköping. Han blev höstterminen 1828 student vid Uppsala universitet, Uppsala och blev filosofie magister 16 juni 1836.Han blev docent i grekiska där 5 december 1837 och lektor i grekiska och hebreiska vid Gävle gymnasium, Gävle 29 maj 1844. Johansson blev 6 november 1846 lektor i grekiska och nya testamentets exegetik vid Linköpings gymnasium, tillträdde 1847. Han fick den 5 augusti 1853 tillåtelse att och inför domkapitlet försvara en teologisk avhandling med teser.
Johansson prästvigdes 20 november 1853 och blev 23 december samma år kyrkoherde i Slaka församling, tillträde 1854. Han blev 8 mars 1858 kyrkoherde i Vallerstads församling, tillträde 1859 och 10 augusti samma år prost. Den 4 juni 1869 fick han extra ansökningsrätt till regala pastorat i Linköpings stift. Han blev 1 juni 1870 kontraktsprost i Gullbergs och Bobergs kontrakt. Johansson avled 4 mars 1871 i Vallerstads socken och begravdes 16 mars av biskopen Ebbe Gustaf Bring. En minnesvård visar var Johansson är begravd.
Johansson var även inspektor över Linköpings seminarium mellan 1848 och 1858, Skänninge läroverk mellan 1859 och 1861 och från 1861 folkskoleinspektör. Han parenterade över professor Vilhelm Fredrik Palmblad vid prästmötet 1853, höll tal vid Svenska Bibelsällskapets årshögtid 1862 och var revisor av Statsverket, Sveriges riksbank och Riksgäldsverket 1859. Johansson blev 1866 ledamot av Nordstjärneorden och 24 mars 1868 teologie doktor i Lund.
Johansson författade flera avhandlingar i klassisk filologi, men mest känd har han blivit för sina översättningar till svenska av Homeros Iliaden och Odysséen. Homeros' Odysseia (1845) var den tredje fullständiga översättningen till svenska och Homeros' Ilias (1846), den andra fullständiga till svenska.

### Familj
Johansson gifte sig 16 augusti 1847 med Anna Nathalia Bratt (1823–1914). Hon var dotter till grosshandlaren Carl Gideon Bratt och Brita Sophia Rhodin i Göteborg. De fick tillsammans barnen Anna Isabella (född 1848), Robert, Alfred Edvard Johansson (1852–1905) och Agnes Maria (född 1856).

## Verk
- De diversis verbi significationibus, Uppsala 1834.[3]
- Eripidis tragoedia quæ inscribitur, svethce reddita. P. I, Uppsala 1836.[3]
- De Pindari dictione disuisitio. P. I–III, Uppsala 1837.[3]
- De charismatis in eccleisa primæva Dissertatio xegetica cum thesibus miscellaneis connexa, Linköping 1853.[3]
- Minnestal över professor W. F. Palmblad, Linköping 1853. Andra översättningen upplaga 1856.[3]
- Uppsatser i Frey och Svenska Biet med flera.[3]
- Minnestal, tillfällighetstal och predikningar.[3]

### Översättningar
- Homeros' Odysseia. Från grekiskan af Johan Fredrik Johansson (ej hela). Uppsala, Wahlström & Låstbom, 1841-42.
- Homeros' Odysseia. Från grekiskan af Johan Fredrik Johansson. Örebro N. M. Lindhs boktryckeri, 1845.

- Homeros' Ilias. Från grekiskan af Johan Fredrik Johansson. Örebro, 1846–1848.[3]
- Historia i nio böcker af Herodotus från Halikarnassos med Inledning och Anmärkningar. 1–3, Örebro 1850–1852.[3]
- G. B. Winer, Nya testamentets grammatik, från 5:e upplagan, Örebro 1855.[3]
- Fr. Jacobs, Grekiska läsebok, Örebro 1856.[3]
- Översatt och bearbetat artiklar i doktor Gumælius översättning av Passows grekiska lexikon.[3]
- Översatt och bearbetat artiklar i lektor Ekendahls bearbetning av Crusius ordbok till Homeros och Homeriderna och i Olshausens kommentar till nya testamentet.[3]